# Semče
Semče (em cirílico: Семче) é uma vila da Sérvia localizada no município de Gadžin Han, pertencente ao distrito de Nišava, na região de Zaplanje. A sua população era de 226 habitantes segundo o censo de 2011.

## Demografia
| 1948 | 1953 | 1961 | 1971 | 1981 | 1991 | 2002 | 2011 |
| ---- | ---- | ---- | ---- | ---- | ---- | ---- | ---- |
| 802  | 792  | 782  | 676  | 553  | 397  | 309  | 226  |